# Xian de Chaoyang
Le xian de Chaoyang (朝阳县 ; pinyin : Cháoyáng Xiàn) est un district administratif de la province du Liaoning en Chine. Il est placé sous la juridiction de la ville-préfecture de Chaoyang.

## Démographie
La population du district était de 614 057 habitants en 1999.